# Raphael Schwarz
Raphael Schwarz SVD (* 29. November 1907 in Klein Ellguth, (Oberschlesien); † 18. März 1943 in der Bismarcksee) war ein deutscher römisch-katholischer Ordensmann, Missionar und Märtyrer.

## Leben
Adolf Schwarz aus Klein Ellguth, Gemeinde Groß Neukirch,  südlich Kandrzin-Cosel, heute Polen, trat in den Orden der Steyler Missionare ein und nahm den Ordensnamen Raphael (nach einem der Erzengel) an. Er ging als Bruder (nicht Priester) in die Papua-Neuguinea-Mission. Nach der Besetzung von Papua-Neuguinea durch japanische Invasionstruppen 1942 wurde er am 18. März 1943 zusammen mit Bischof Josef Lörks und zahlreichen weiteren Missionaren und Ordensschwestern auf dem Zerstörer Akikaze hingerichtet und ins Meer geworfen.

## Gedenken
Die Römisch-katholische Kirche in Deutschland hat Bruder Raphael Schwarz als Märtyrer in das deutsche Martyrologium des 20. Jahrhunderts aufgenommen.